# Ocymyrmex cavatodorsatus
Ocymyrmex cavatodorsatus is een mierensoort uit de onderfamilie van de Myrmicinae. De wetenschappelijke naam van de soort is voor het eerst geldig gepubliceerd in 1965 door Prins.